# アンマン県
アンマン県（アンマンけん、محافظة العاصمة）は、ヨルダンを構成する県（ムハーファザ）の1つである。首都アンマンおよびその郊外都市を抱える。

## 隣接する県
- バルカ県
- ザルカ県
- ジャウフ州
- マアーン県
- カラク県
- マダバ県

## 下位行政区画

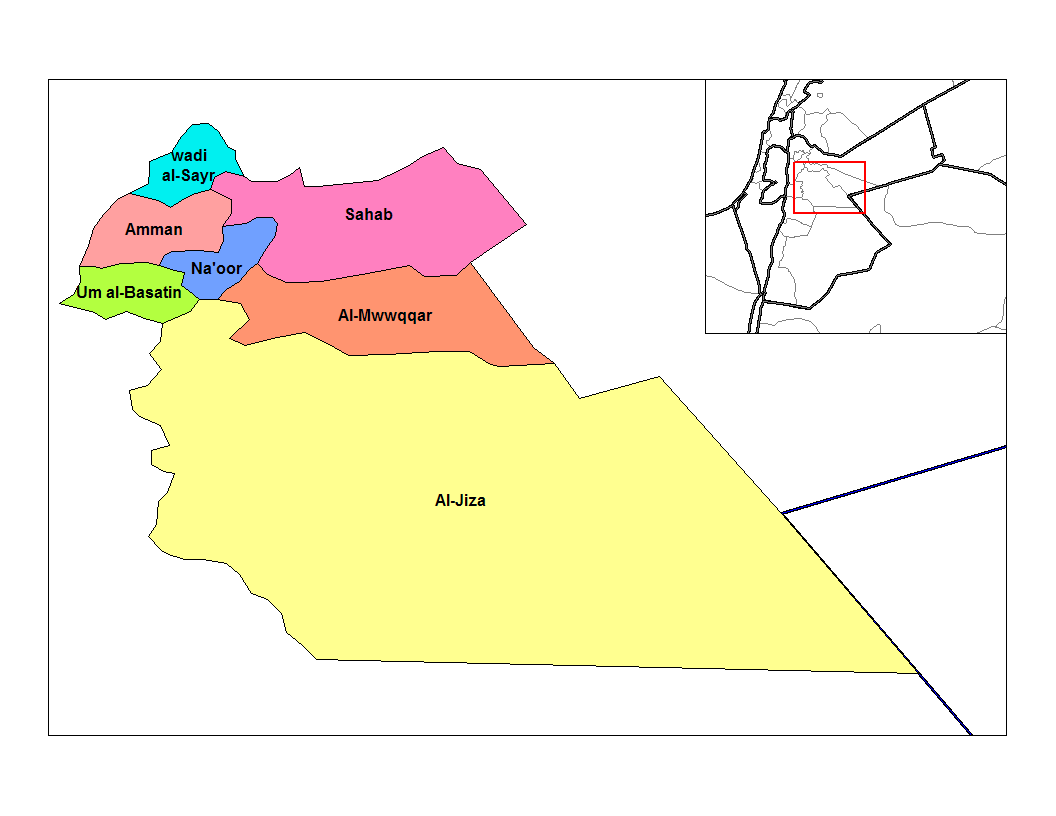
アンマン県の郡

サハーブ（Sahab）、アル＝ムワッカル（Al-Mwwqqar）、アル＝ジーザ（Al-Jiza）などの郡は、東部に広大な砂漠を管轄する。
- لواء قصبة عمان (Liwā' Qaşabat ‘Ammān)
- لواء ماركا (Liwā' Mārkā)
- لواء القويسمة (Liwā' al Quwaysimah)
- لواء الجامعة (Liwā' al Jāmi‘ah)
- لواء وادي السير (Liwā' Wādī as Sayr)
- لواء ناعور (Liwā' Nā‘ūr)
- لواء سحاب (Liwā' Saḩāb)
- لواء الجيزة (Liwā' al Jīzah)
- لواء الموقر (Liwā' al Muwaqqar)

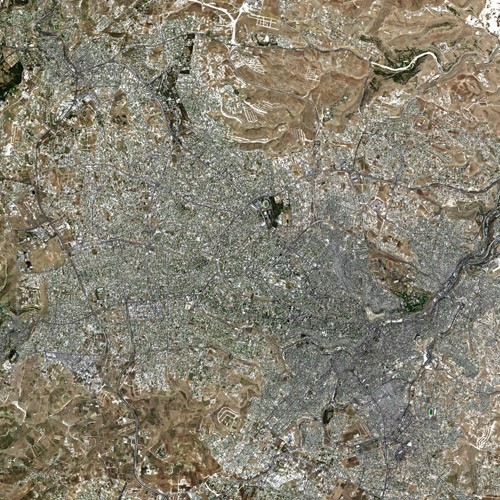
アンマンの衛星写真

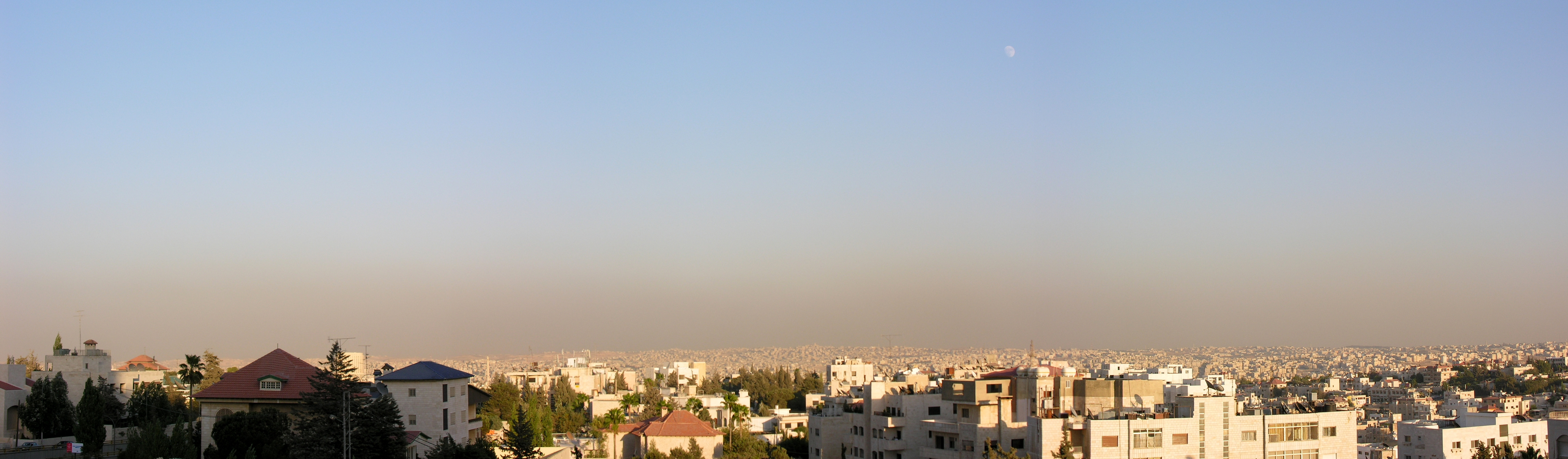
アンマン都市圏